# Travailleurs chinois pendant la Première Guerre mondiale en France

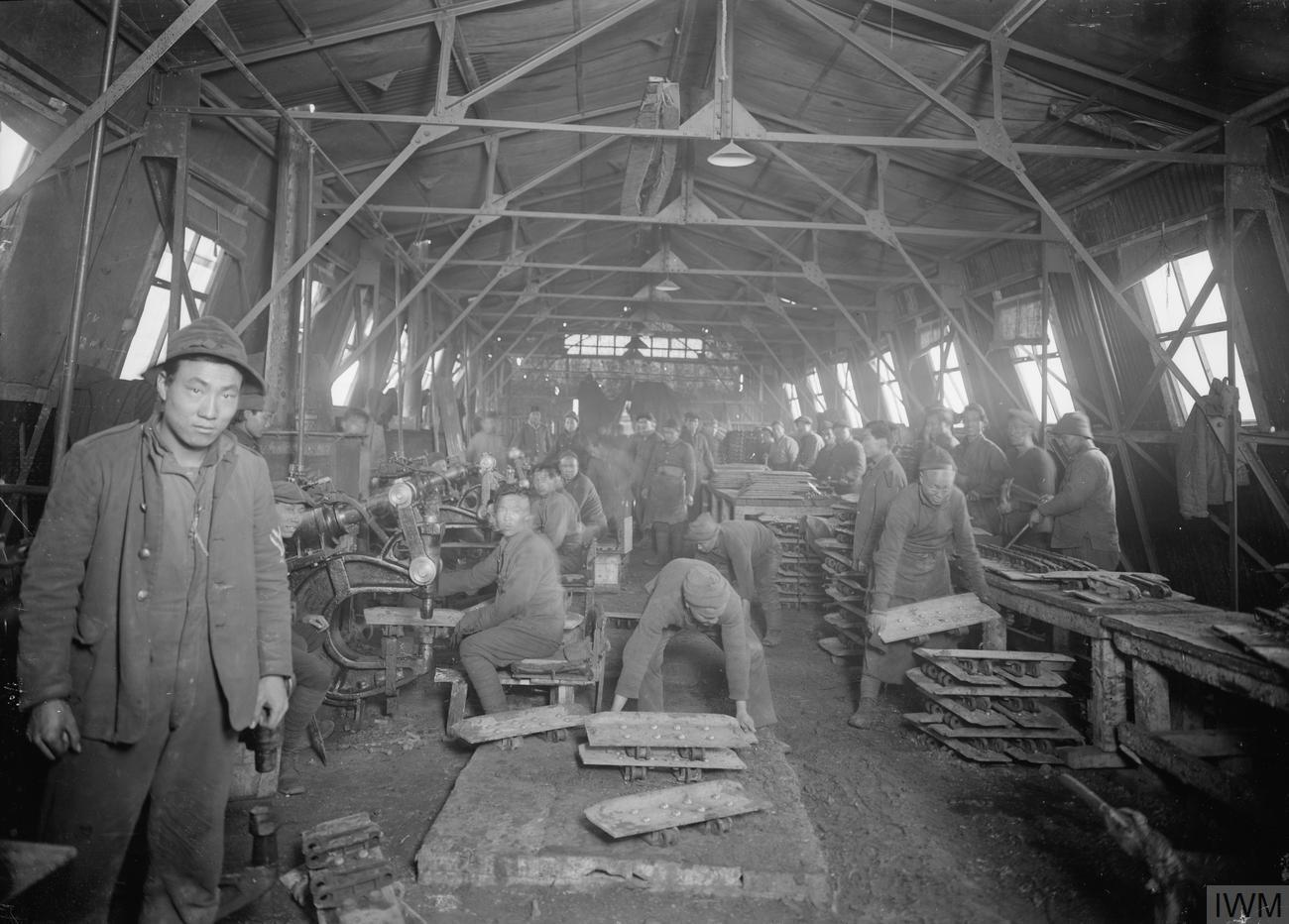
Travailleurs chinois au camp de Teneur en 1918.

L'histoire des travailleurs chinois pendant la Première Guerre mondiale en France concerne les 140 000 Chinois venus travailler en France à partir de 1916, en majorité dans l'armée britannique (au sein du corps de travailleurs chinois) pour effectuer des travaux de terrassement, seulement 40 000 étant sous autorité française, à l'arrière du front, dans des usines,.

## Histoire

### Contexte historique

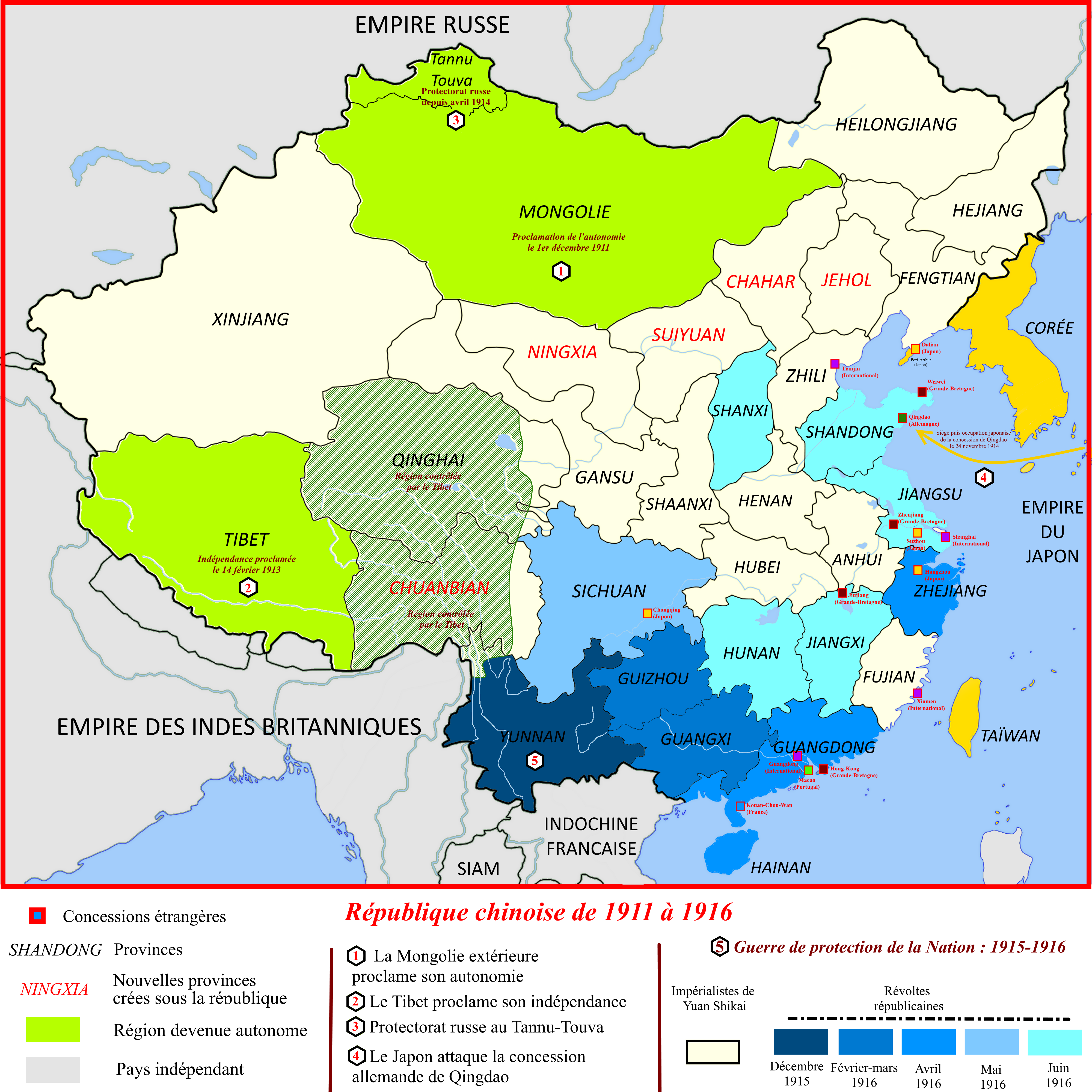
La Chine en 1911-1916.

De 1914 à 1918, les armées française et britannique sont engagées contre l'Allemagne. En 1916, un manque de main d'œuvre se fait sentir à l'arrière, dans les usines, pour gérer la maintenance du matériel ou pour réparer les voies de communication. À l'époque, la Chine n'est pas encore entrée en guerre. C'est un territoire politiquement instable, où la France et le Royaume-Uni possèdent des concessions commerciales. Ils décident donc d'y chercher des volontaires pour l'effort de guerre allié, afin de travailler et non pas combattre. L'administration française présente les Chinois selon les idées reçues de l'époque, dotés de souplesse, d'intelligence, de patience ou encore de minutie. Quelques mois après, la Chine rompt sa neutralité et déclare formellement la guerre à l'Allemagne et à l'Autriche-Hongrie.

### Recrutement
En août 1916, la France ouvre une filière d'embauche depuis les villes côtières de Qingdao et Pokou. Les Chinois qui acceptent sont enrôlés sous contrat civil à durée déterminée et gagnent l'Europe par voie maritime. Les entreprises françaises recrutent au total 36 941 personnes (manœuvres, menuisiers, traducteurs, etc.). Il s'agit uniquement d'hommes. La filière britannique se met en place en janvier 1917 à partir du port de Weihai. Des missionnaires baptistes font les rabatteurs. Si le salaire minimum est modeste (1 franc par jour) et le rythme de travail dur (dix heures de travail par jour, tous les jours de la semaine), des primes sont versées aux familles, ce qui conduit environ 100 000 Chinois à signer, intégrant le corps de travailleurs chinois (Chinese Labour Corps, CLC).
La plupart des recrues viennent de la province du Shandong. On compte quelques ouvriers mais l'essentiel sont des paysans de l'arrière pays. Sans qualification, ils sont sélectionnés pour leur âge (compris entre 20 et 40 ans) et leur carrure (minimum 1,80 mètre). À part les quelques interprètes, les Chinois ne parlent ni français, ni anglais, ce qui renforce leur malléabilité. Seuls 15 % savent lire et écrire.
Le trajet en bateau, qui dure de 40 jours à trois mois, est éprouvant pour des populations qui ne connaissent souvent pas la mer : nausées, maladies, démence, etc. Le 24 août 1916, le premier bateau, qui transporte 1 968 personnes, débarque à Marseille. Les Allemands, qui prennent conscience de ces arrivées, se mettent à couler les embarcations suspectes : ainsi, en février 1917, le paquebot Athos coule en Méditerranée, faisant 754 morts, dont 543 Chinois. Les Britanniques réagissent en modifiant leur itinéraire : au lieu de passer par l'océan Indien puis par le canal de Suez, le trajet passe désormais par le Canada. La population nord-américaine, réputée hostile aux Nord-Asiatiques, conduit le gouvernement canadien à mettre en place un plan (étudié par l'historien canadien Glen Peterson). Les Chinois qui débarquent (de 300 à 3000 suivant le type de bateau emprunté), sont supervisés par des soldats britanniques et des missionnaires. Ils arrivent d'abord au centre de quarantaine de William Head, situé au sud de l'île de Vancouver, puis traversent pendant six jours le pays en trains spéciaux, dont les portes et les fenêtres sont recouvertes de feuilles noires. Chaque Chinois possède une paillasse et une ration quotidienne, à réchauffer sur le fourneau disposé dans le wagon. Ils sont simplement éclairés par des lampes à gaz. En janvier 1917, la température atteint −42 °C et 25 Chinois meurent de froid. Arrivés à Halifax, ils gagnent la France pour débarquer au Havre ou à Dieppe. 82 215 Chinois au total empruntent ce nouvel itinéraire.

### En France

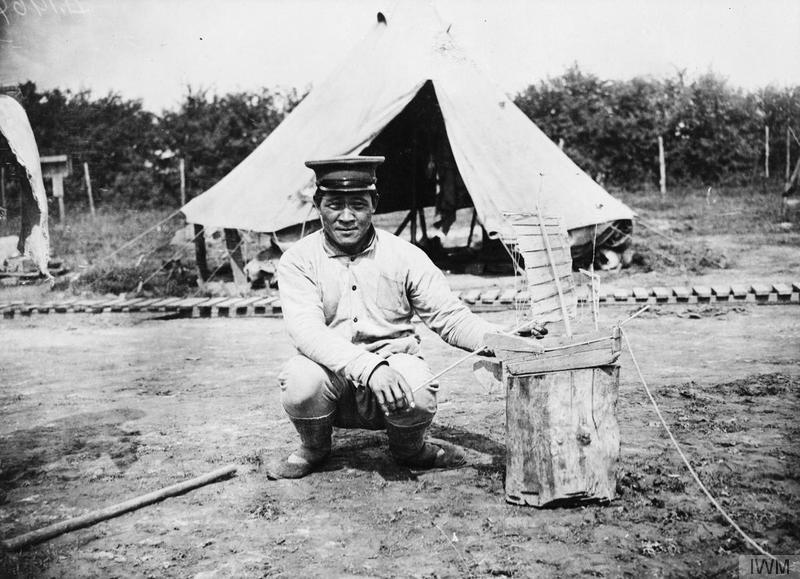
Un Chinois au camp de Caestre (juillet 1917).

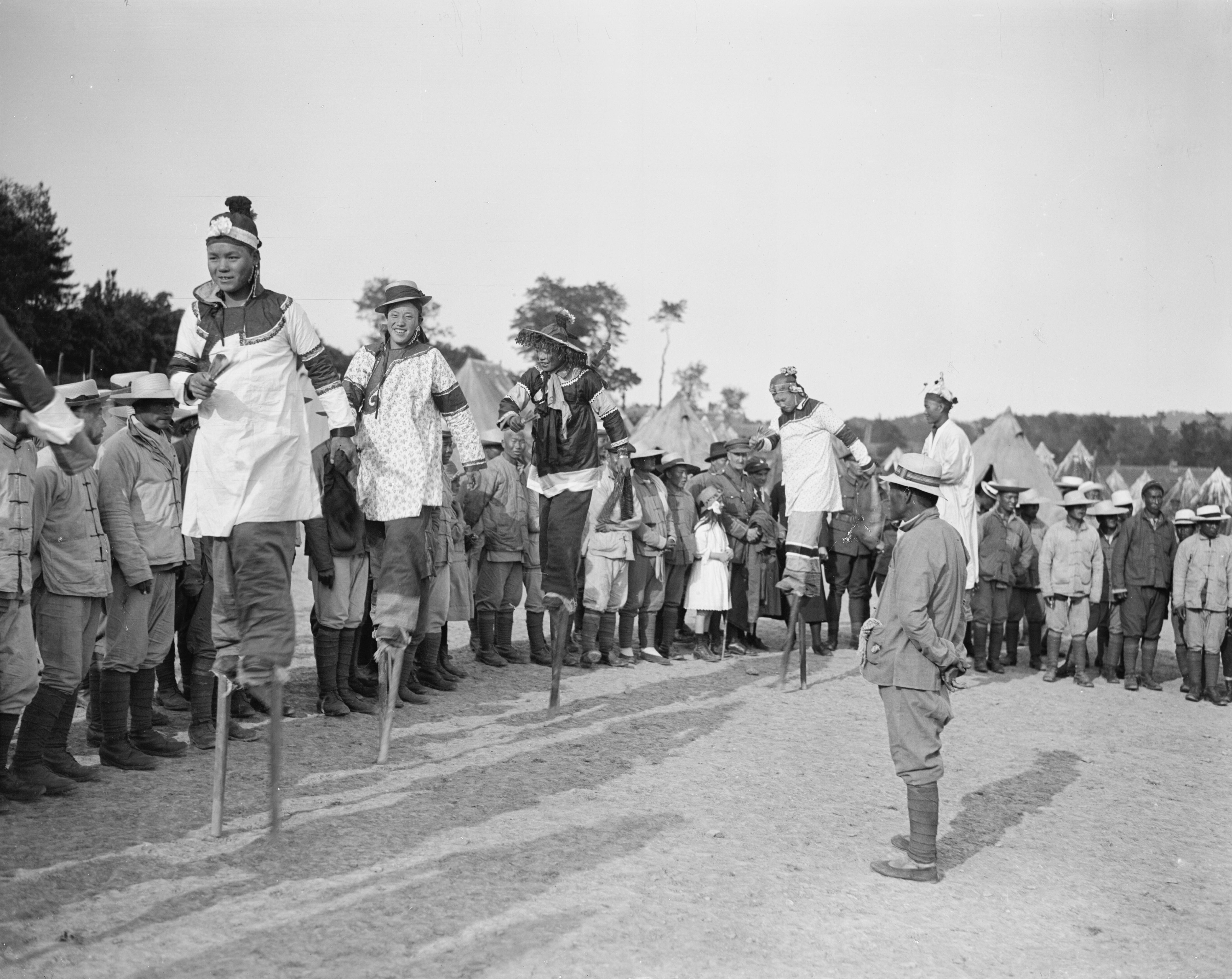
Chinois sur des échasses devant des militaires alliés en mai 1918, à Samer.

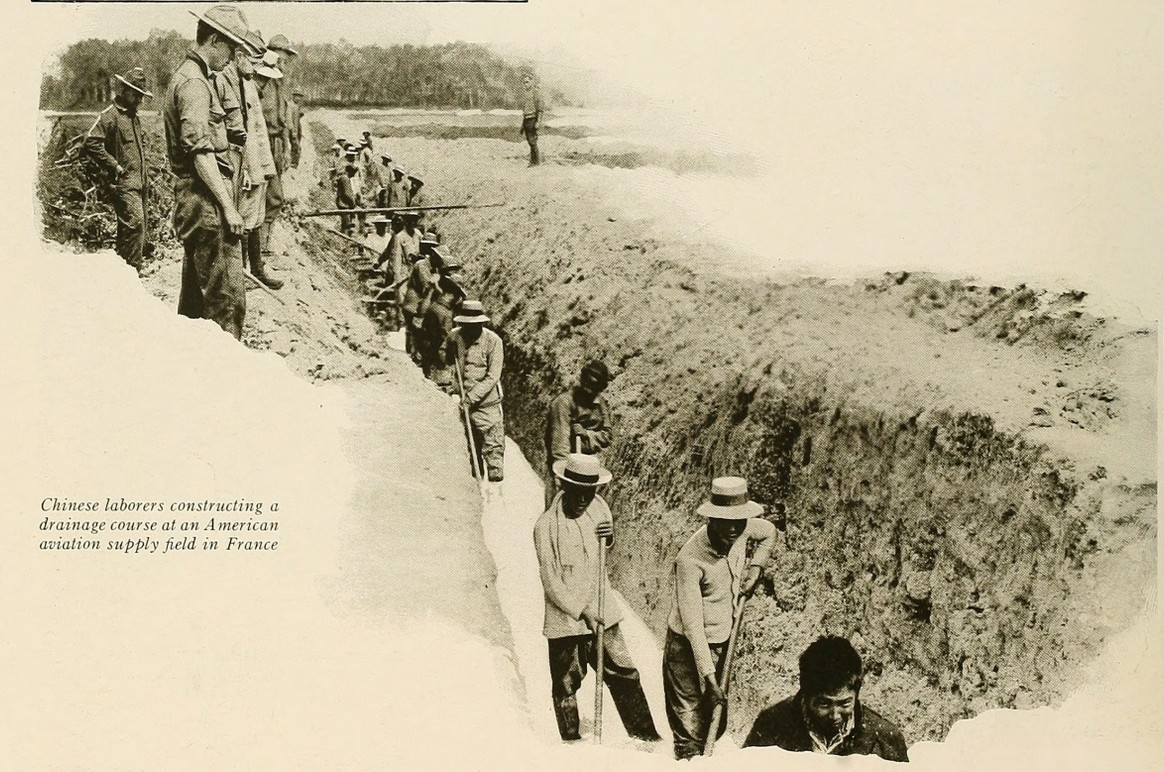
Travailleurs chinois pendant des travaux en 1919, image extraite de la publication Fighting America's fight.

Alors que la mémoire de ces travailleurs chinois avait jusqu'au XXIe siècle longtemps souvent été perçue qu'à travers des souvenirs d'Occidentaux, des archives chinoises permettent de ressentir également leur point de vue. En 1917, l'instituteur Sun Gan, âgé de 35 ans, quitte son épouse et ses trois enfants pour rejoindre la France, notant ses impressions dans son carnet : « Dans des rues des villes françaises, les coutumes sont très différentes de celles de notre pays. Hormis les femmes et les maris s'embrassant lors de leurs retrouvailles, il y a aussi la danse. Ce qu'on appelle "danse" est en fait une personne sur place, bougeant mains et pieds dans tous les sens ; incliné et relevé, avançant et reculant avec le rythme. Et elle tourne sans cesse, et chante toute seule ou avec les autres ».
Installés en France, les travailleurs chinois vivent dans des camps spéciaux. On en compte une vingtaine dans le département du Pas-de-Calais. Les Britanniques concentrent les leurs autour de Boulogne-sur-Mer, où le royaume a des bases logistiques. Les Chinois sont logés dans des tentes et des baraquements où pullulent humidité et épidémies. L'hiver est également difficile à supporter. Sun Gan (logé au camp d'Hazebrouck) raconte : « Un jour, un collègue chinois, au cours d'un grand froid, a apporté de la poudre explosive dans sa tente, pour faire un feu. En un instant, la poudre a explosé, la tente a disparu et le collègue a été tué. C'est vraiment dramatique ».
Dans les camps, le huis clos chinois engendre des trafics de nourriture, d'alcool, des rackets, alors que les jeux d'argents comptent parmi les premières distractions. Certains reçoivent du courrier, lu par des missionnaires de la YMCA, mais les liens avec le monde extérieur sont faibles. Un arrêté du quartier général daté du 31 mars 1917 indique : « Dans la zone du corps d'armée, l'accès des cafés, estaminets, débits de boissons, restaurants, hôtels, auberges, spectacles et tous autres établissements similaires est interdit aux travailleurs indigènes employés par l'armée britannique (Indiens, Nègres du Cap, Cafres, Chinois, Égyptiens, Fidjiens, etc. ». Toute relation avec les habitants de la région est donc en théorie interdite. Certains parviennent cependant à fréquenter ces lieux, en payant plus cher que les clients Européens, mais les échanges entre Chinois et locaux demeurent réduits note l'historienne Céline Regnard.
Les conditions de travail des Chinois sont éprouvantes, qu'ils nettoient des tanks ou évacuent des cadavres. La cadence est très rapide. Leurs chaussons de toile ne sont pas adaptés à la boue environnantes et leurs pieds ne supportent que difficilement les chaussures européennes. Ils doivent également apprendre à s'habituer au matériel et aux outils, utilisant sinon de simples pelles ou des paniers de jonc.
Les contrats du CLC disposent que toute présence à moins de 16 km du front est interdite mais en réalité, des camps situés à proximité des tranchées subissent également les bombes, ce qui aboutit à la mort de centaines de travailleurs chinois.
À cause des conditions de travail ou des retards de salaire, des grèves et des mutineries éclatent ; à Boulogne, les Chinois chargés de décharger les navires se mettent à attaquer des lieux fréquentés par les Britanniques. Des soldats repoussent et tuent une vingtaine de personnes. À leur retour en Chine après la guerre, certains seront des pionniers du mouvement ouvrier puis révolutionnaire. Environ six prisons, officiellement des unités disciplinaires, accueillent les personnes les plus ingérables. Alors que des rumeurs de brimades parviennent en Chine, on y signale en conséquence des troubles anti-français. Des émissaires chinois sont envoyés en France mais sans succès. Pendant l'été 1918, le gouvernement de Pékin entre en guerre contre l'Allemagne.
Dans les camps, des Chinois proposent des cours d'alphabétisation ou une association d'entraide, afin d'intégrer la majorité des travailleurs, qui ne pose pas de problème, et d'écarter les fauteurs de trouble. En 1916, une école est ouverte à Paris et le journal Huangong zazhi propose à partir de janvier 1917 des conseils de savoir-vivre français.

### Racisme
Ils sont à l'époque qualifiés de « coolies » ou de « Jaunes ».
Un journaliste du Times écrit : « Le chinetoque […] doit être maintenu sous tutelle lorsqu'il ne travaille pas. Il crée peu de problèmes s'il est bien géré, s'adonne aux jeux d'argent mais ne se saoule pas ou ne commet pas de violence, et est docile et obéissant ».

### Après la guerre
Après l'armistice de novembre 1918, beaucoup de travailleurs chinois sont chargés de nettoyer les champs de bataille, enlevant les obus ou remblayant les tranchées. Les contacts avec le monde extérieurs se font plus fréquents mais les tensions s'aggravent. Certains Chinois récupèrent des armes pour s'amuser ou pour commettre des exactions. On relève ainsi, dans la Somme, la Marne ou l'Oise, des agressions, des meurtres ou encore des pillages imputés aux Chinois. Des conflits naissent également avec des travailleurs maghrébins. L'historien Xavier Boniface note qu'une forme de psychose s'est installée, dans un contexte de différence de culture, de langues, de méfiance et du mythe du « péril jaune ». Certains enfants jettent des pierres sur les convois du CLC et des préfets et des maires de droite et de gauche demandent de renvoyer en Chine ces travailleurs, qu'on juge « agressifs », « avides », « sales » ou encore « impudiques ». Le maréchal Pétain se plaint auprès du président du Conseil Georges Clemenceau, lui écrivant que les Chinois sont « une source constante d'incidents ».
Les Britanniques se retirent progressivement, la discipline se relâche et beaucoup de travailleurs se retrouvent alors désœuvrés. Certains souhaitent rester en Europe. Des camps qui périclitent conduisent des Chinois à s'installer dans des habitations ou des fermes abandonnées. Les soldats revenus du front les voient alors comme une menace. Sur les 130 000 travailleurs chinois, moins de 2 000 restent finalement en France, participant alors à la création de la communauté chinoise parisienne, d'abord dans le quartier de la gare de Lyon puis vers celui d'Arts-et-Métiers.
Ceux qui rentrent en Chine entre 1919 et 1922 ont pu vivre des traumatismes mais n'en parlent pas. Certains sont accompagnés de femmes françaises, dont beaucoup, qui ne s'adaptent pas, finissent par revenir en France. Marqué par son expérience dans le camp, Sun Gan noue le projet avec sa femme d'ouvrir une école pour filles dans un quartier pauvre. Une petite partie des Chinois rentrés dans leur pays s'investissent aussi dans des activités politiques réformatrices ou révolutionnaires, la majorité redevenant toutefois ouvriers ou paysans.

### Mémoire et postérité
842 travailleurs chinois morts sont enterrés au cimetière chinois de Nolette (Somme)[réf. souhaitée], créé en hommage par les Britanniques. Les murs suivent un tracé respectant les règles du feng shui et le portail est de style asiatique. Quelques autres cimetières moins importants se trouvent à Saint-Étienne-au-Mont, Sangatte ou encore Longuenesse. Les estimations du nombre de morts chinois en France varient entre 2 000 et 10 000, la plupart étant décédés de maladies.
L'histoire de ces travailleurs restait dans un relatif l'oubli, jusqu'à ce que l'universitaire franco-chinoise Li Ma, maître de conférence à l'université du Littoral-Côte-d'Opale, travaille dessus (elle a organisé un colloque sur le sujet en 2010) et dirige la publication d'un livre en 2012. En Chine, la même chose s'est produite mais pour des raisons différentes, après l'arrivée au pouvoir du Parti communiste : « À une époque, le fait d'avoir été ainsi au service des impérialistes était considéré comme honteux. Depuis six ou sept ans, l'approche a évolué, la période intéresse davantage », explique Li Mai en 2013. Un colloque a ainsi été organisé à Weihai et une exposition à Shanghai.
En 1988, une plaque commémorative en mémoire des travailleurs chinois est posée rue Chrétien-de-Troyes, dans le quartier de la gare de Lyon (Paris) et, en 1998, un monument est érigé dans le jardin Baudricourt du 13e arrondissement, où il est gravé qu'ils sont « morts pour la France ».
Depuis 2018, l'Association des jeunes chinois de France (AJCF) mène un projet de mémoire sur les travailleurs chinois avec une série d'activités, comme des interventions scolaires ou des projections de documentaires.
Dans la collection Thuillier, plusieurs milliers de photographies prises à Vignacourt (Somme) durant la guerre, on compte environ 200 portraits de travailleurs chinois.

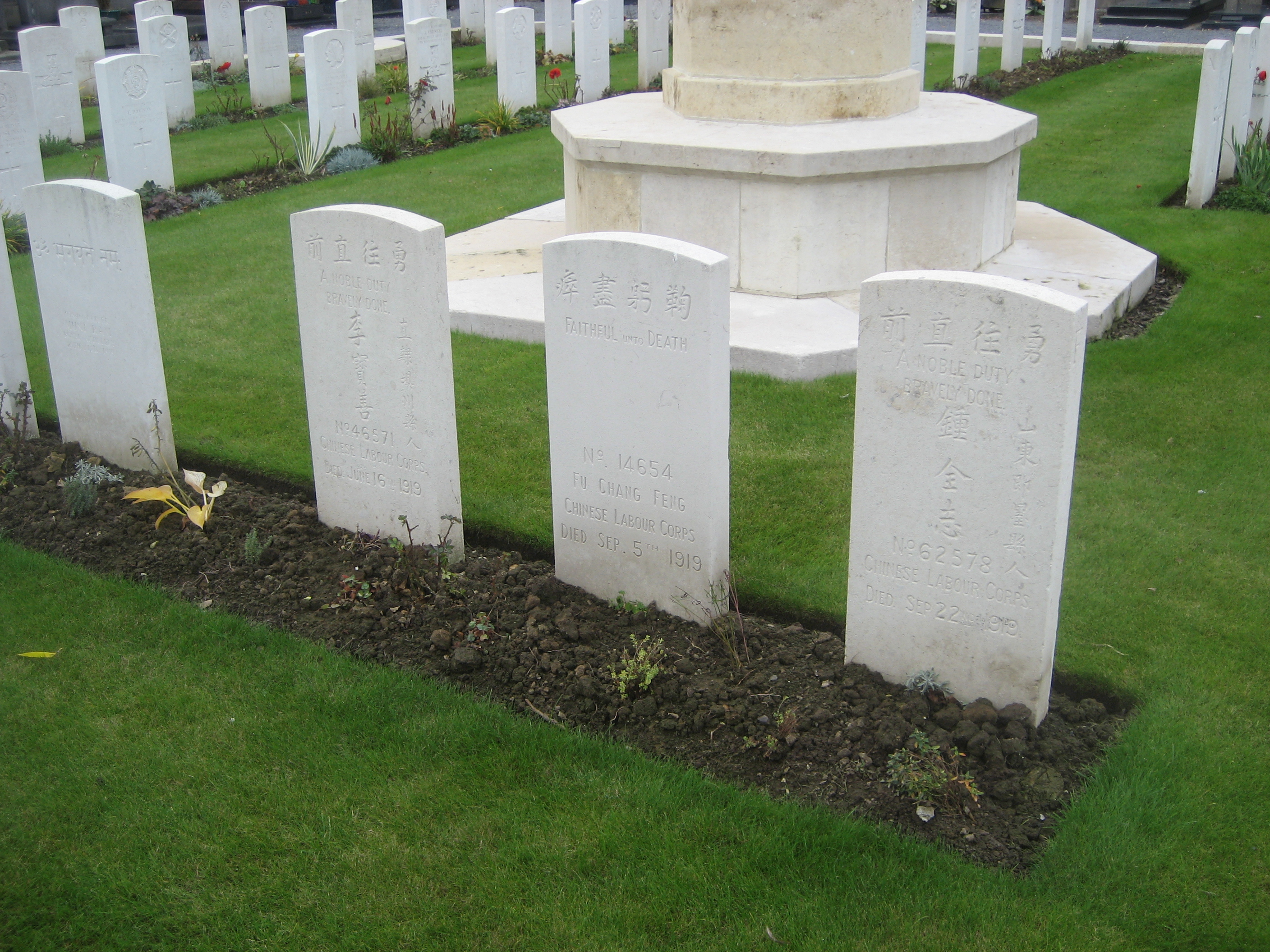
Tombes au cimetière d'Ascq.
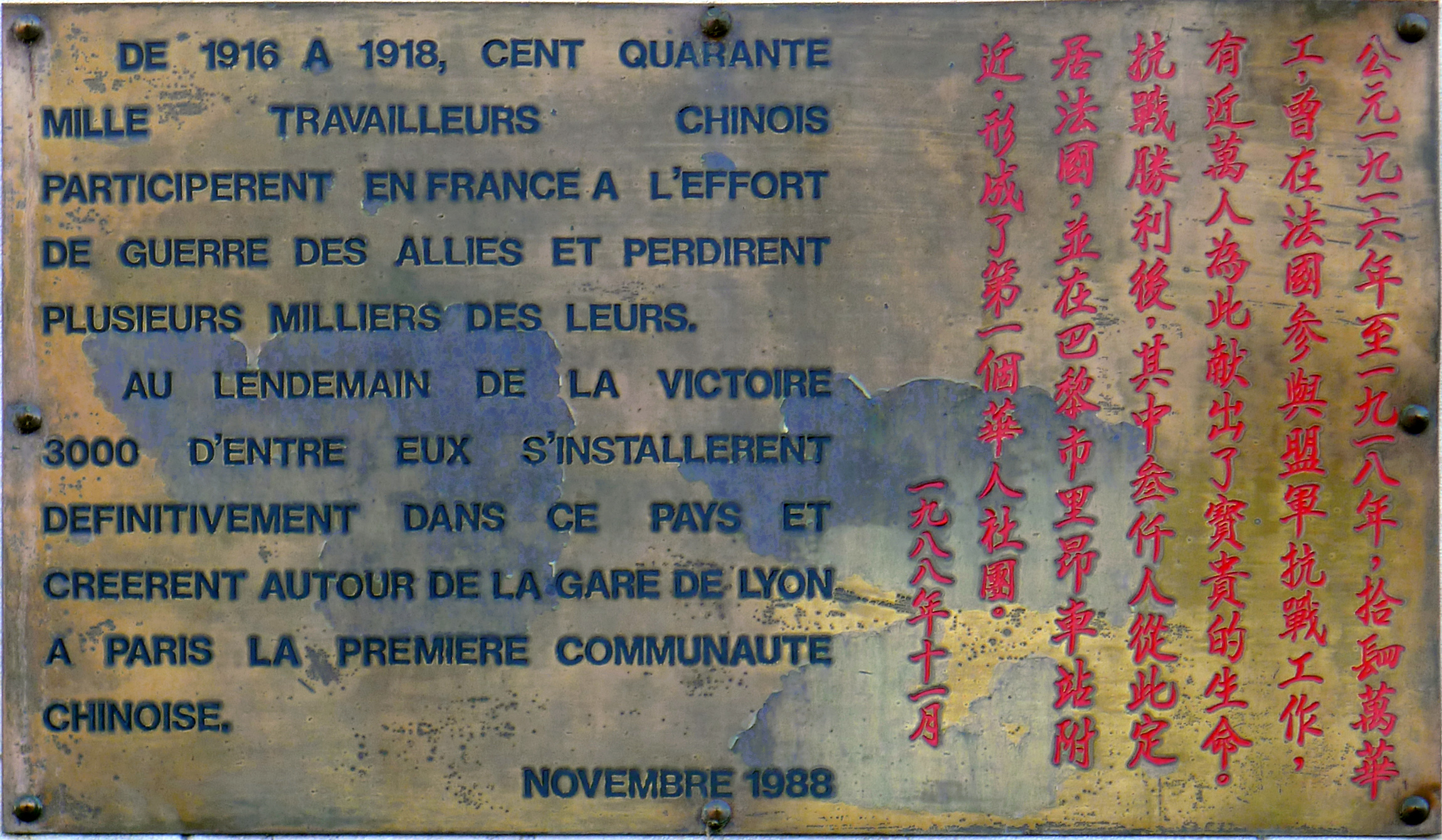
Plaque rue Chrétien-de-Troyes (12e arrondissement de Paris).
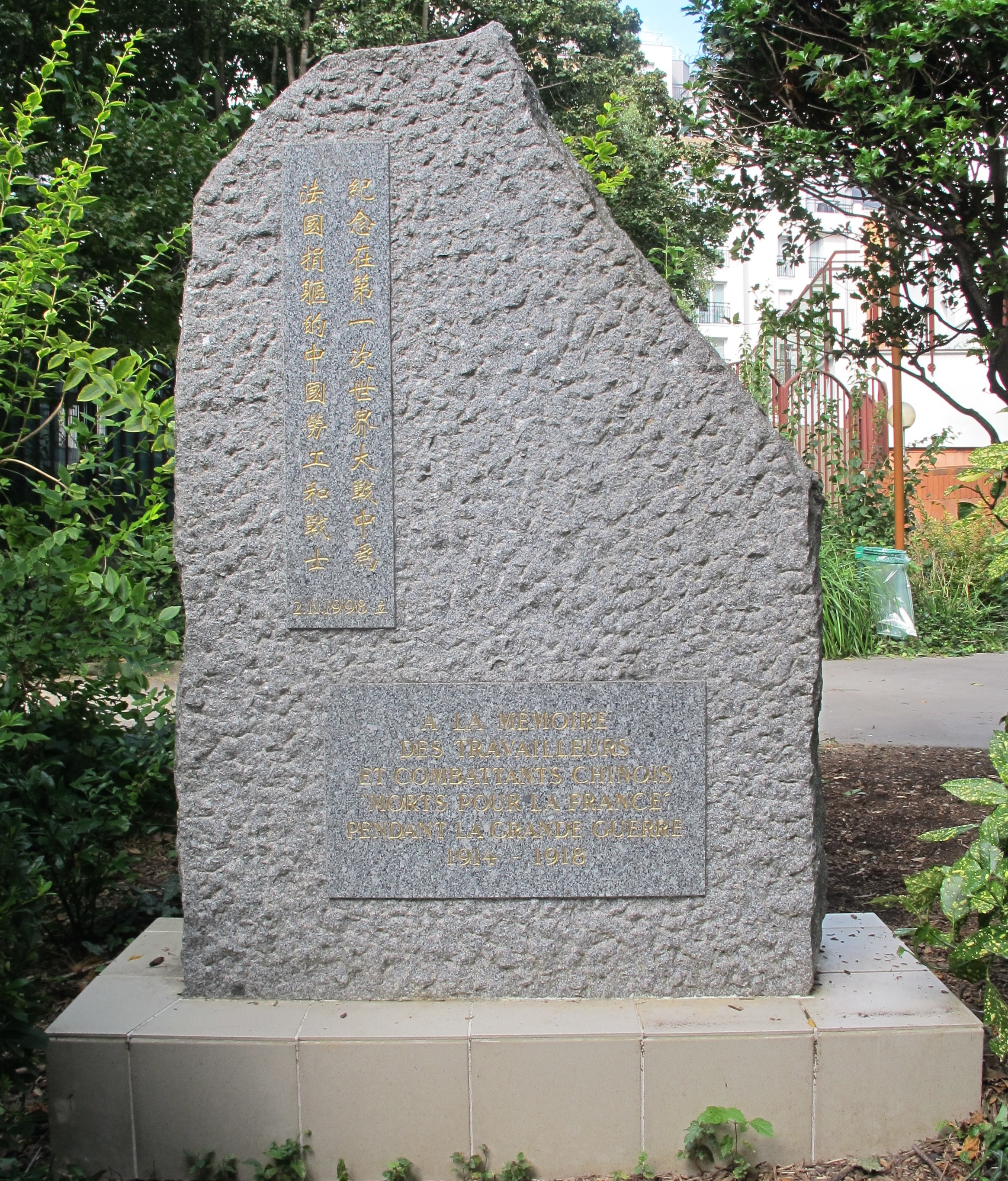
Mémorial avec des plaques dans le jardin Baudricourt (13e arrondissement de Paris)[Note 1].
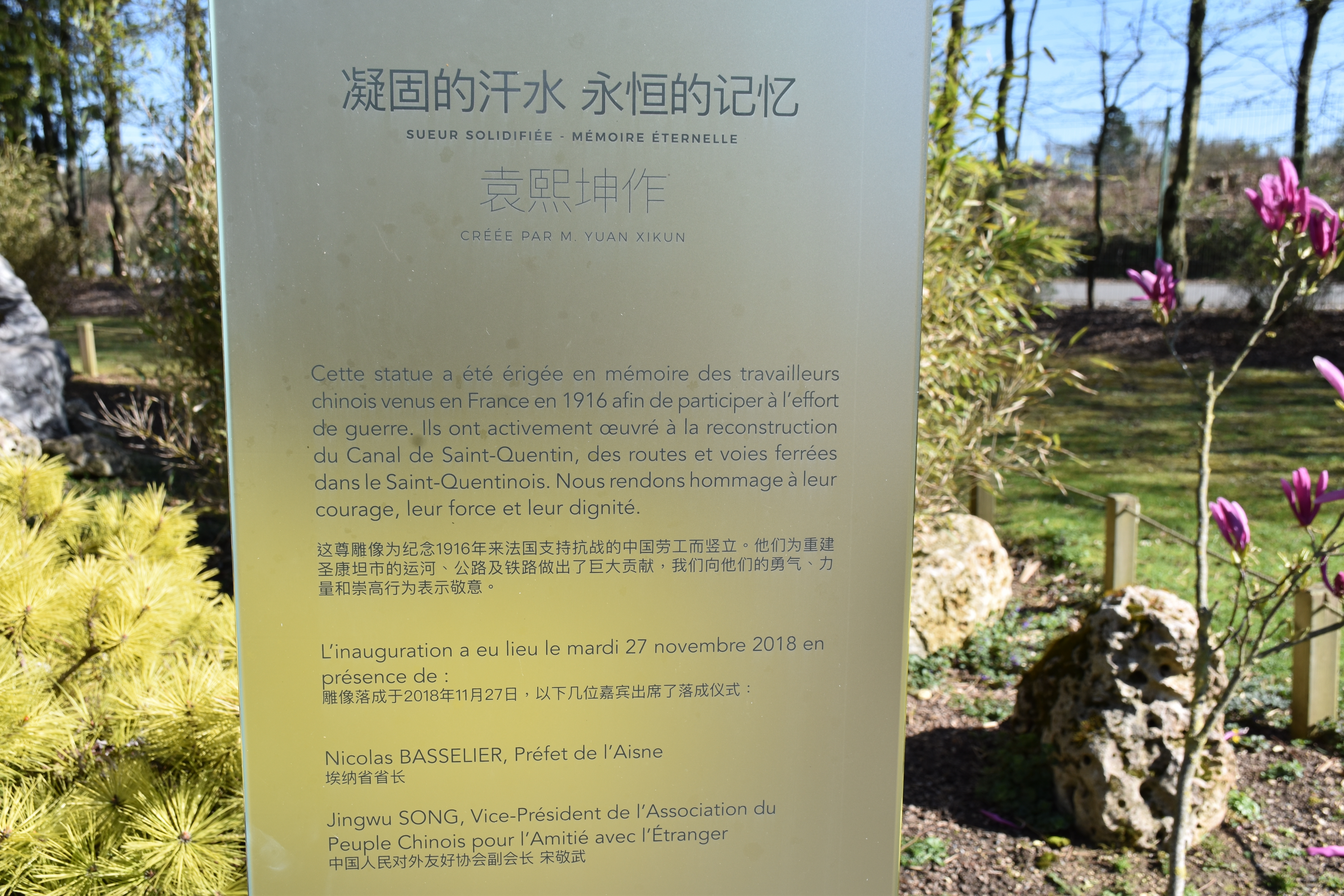
Plaque commémorative de la pose du monument en hommage aux travailleurs chinois pendant la Première Guerre mondiale dans le Parc d'Isle à Saint-Quentin.
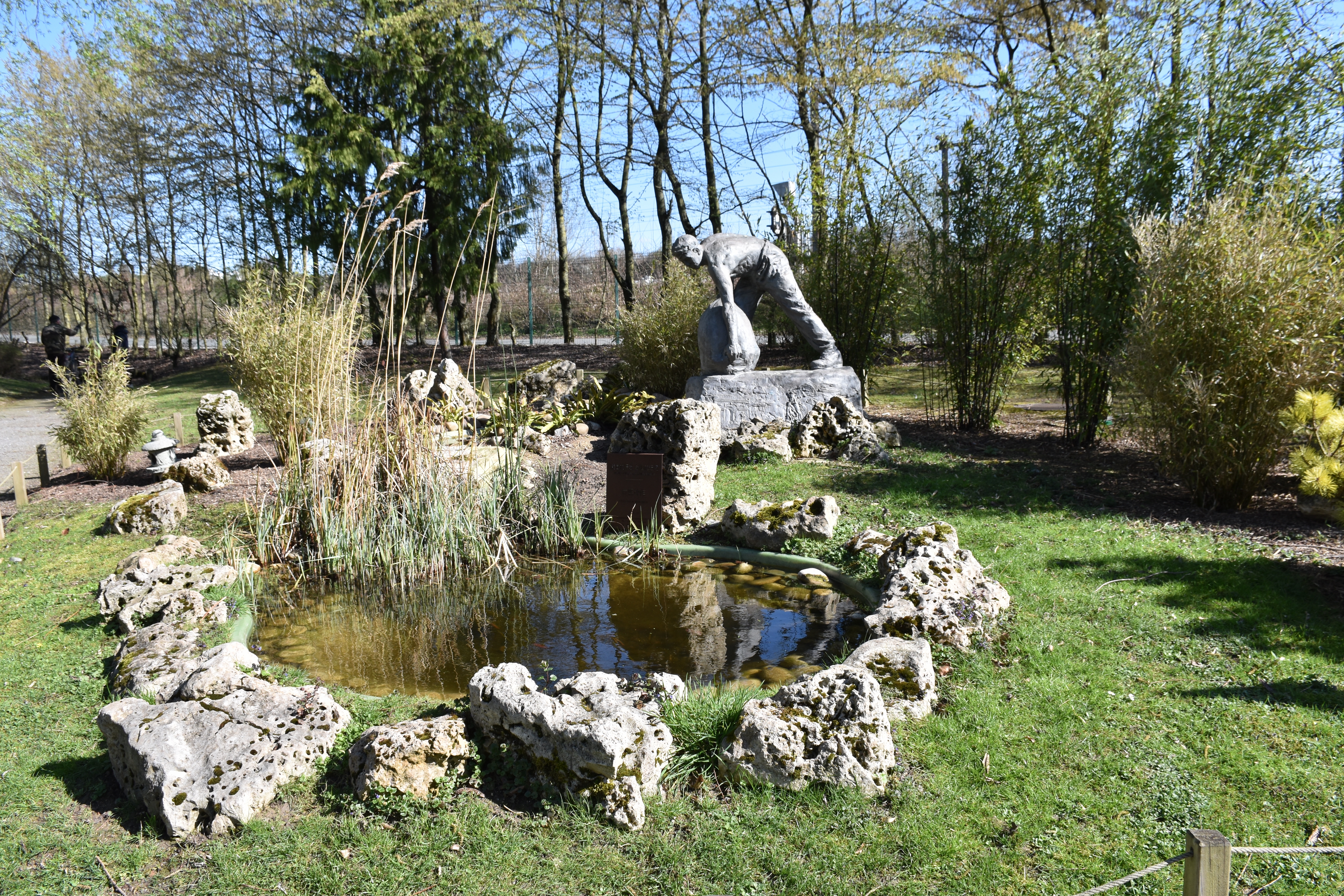
Monument en hommage aux travailleurs chinois pendant la Grande Guerre dans le Parc d'Isle à Saint-Quentin.
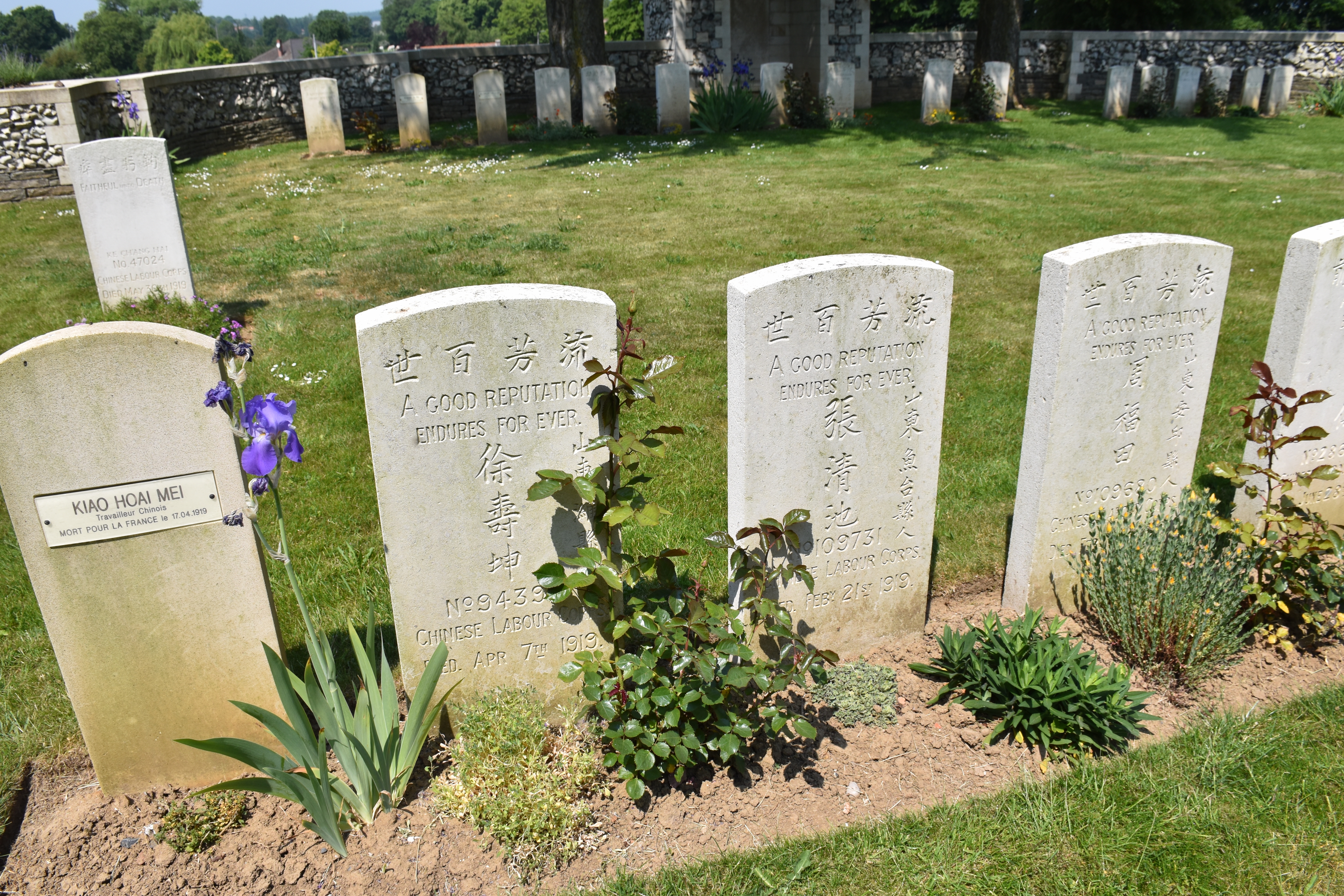
Tombes de travailleurs chinois décédés en 1919, probablement de la grippe espagnole, dans le cimetière chinois d'Ayette.

## Indochinois
À partir de 1915, des habitants de l'Indochine française participèrent également à la guerre. Jusqu'en 1919, 42 922 tirailleurs et 49 180 travailleurs indochinois viennent en France. Citoyen français, Phan Văn Trường (vi) est lui mobilisé et sert comme interprète auprès des ouvriers indochinois. Certains travailleurs resteront en France et participeront au mouvement indépendantiste.